# Diva (Beyonce)
"Diva" je pjesma od američke R&B pjevačice Beyoncé. Pjesmu su napisali i producirali Beyoncé, Shondrae "Bangladesh" Crawford i Sean Garrett. Pjesma je izdata kao treći singl u SAD-u s Beyoncinog trećeg studijskog albuma I Am... Sasha Fierce. "Diva" je R&B pjesma. 
Dobila je mješane ocjene od glazbenih kritičara. Pjesma je bila uspješna u SAD-u, dostignuvši 19. poziciju na Billboardu Hot 100, 3. poziciju na Hot R&B/Hip-Hop Songs i 1. poziciju na Hot Dance Club Play. Pjesma je dobila zlatnu nakladu od Recording Industry Association of America (RIAA). Iako je izdata samo u SAD-u, pjesma se pojavila na glazbenim listama u Australiji, Irskoj, Nizozemskoj, Novom Zelandu i Ujedinjenom Kraljestvu. 
Glazbeni spot za pjesmu režirala je Melina Matsoukas. Iako Beyonce nije izvela pjesmu na nijednom televezijskom nastupu, pjesma je bila na setlisti Beyoncine I Am... turneje.

## Pozadina
Producent pjesme Bangladesh rekao je da se “Diva” trebala naći na njegovom “mixtape” albumu. On je imao planove da izabere žensku izvođačicu da snimi vokale pjesmi. Ipak, odlučio je dati pjesmu američkoj R&B pjevačici Keyshia Cole, koja joj se svidjeo ritam pjesme, ali ne cijela pjesma, pa je odbila pjesmu. Bangladesh je kasnije daje pjesmu Beyonce. Mjesec dana nakon izlaska albuma, objavljeno je da će američka R&B pjevačica Ciara obraditi pjesmu. Ta obrada će se naći na njenom mixtape albumu Fantasy Ride Mixtape.

## Uspjeh na top ljestvicama
Pjesma se pojavila na listi Bubbling Under Hot 100 Singles i to na 5. poziciji. 3. siječnja 2009. pjesma je ušla na glavnu listi Hot 100 na 96. poziciji. 7. ožujka 2009. pjesma se plasirala na 19. poziciju, tako postajući Beyoncin šesnaesti top 10 singl. "Diva" je također dostigla vrh ljestvice Hot Dance Club Play, tako postajući njen deveti broj 1 na toj listi. Pjesma je također bila uspješna na ljestvici Hot R&B/Hip Hop Songs, gdje se plasirala na treću poziciju. Pjesma je dostigla zlatnu nakladu u SAD-u. Do listopada 2010, „Diva” je imala 906,000 downloada u SAD-u.
Iako je izdata samo u SAD-u, pjesma je pojavila na ljestvicama u drugim zemljama. U Australiji, pjesma je debitirala na 47. poziciji i kasnije dostiže 40-tu. U Novom Zelandu, „Diva” debitira na 32. poziciji i najvišu poziciju ostvaruje na 26. mjestu. U Ujedinjenom Kraljestvu, „Diva” najvišu poziciju ostvaruje na broju 72.

## Glazbeni video
Spot za pjesmu je sniman u Los Angelesu 22. studenog 2008. i režiser je Melina Matsoukas, koja je radila s Beyonce na njenim prethodnim spotovima. Glazbeni spot za pjesmu je debitirao na iTunesu 23. prosinca, istovremeno s videom za "Halo". Video je sniman u crno-bijeloj tehnici, kao i "Single Ladies (Put a Ring on It)". Video je uključen Beyoncin remix album s spotovima Above and Beyoncé.

## Krediti
| - Beyoncé Knowles – vokali, producent, tekstopisac - Kory Aaron – asistent producenta - Jim Caruana – snimatelj - Shondrae "Bangladesh" Crawford – tekstopisac, producent - Sean Garrett – tekstopisac, producent | - Matt Green – asistent miksera - Michael Miller – asistent producenta - Mark "Spike" Stent – mikser - Miles Walker – producent |

## Popis pjesama
| - US Diva (The Remixes) 1. "Diva" (Maurice Joshua Extended Mojo Remix) – 6:53 2. "Diva" (Mr. Mig Extended Club Remix) – 7:09 3. "Diva" (Karmatronic Club Remix) – 5:08 4. "Diva" (DJ Escape & Tony Coluccio Club) – 6:45 5. "Diva" (Gomi & RasJek Club Mix) – 7:27 6. "Diva" (Redtop Club Mix) – 6:34 7. "Diva" (DJ Jeff Barringer vs. Fingazz Extended Remix) – 7:33 8. "Diva" (Maurice Joshua Mojo Dub) – 6:53 9. "Diva" (DJ Escape & Tony Coluccio Dub) – 5:43 10. "Diva" (Gomi & RasJek Dub) – 6:56 - Njemački CD 1. "Halo" – 4:22 2. "Diva" – 3:21 | - UK Remix Promo 1. "Diva" (Redtop Club Mix) – 6:34 2. "Diva" (Gomi & RasJek Club Mix) – 7:27 3. "Diva" (Mr. Miggs Fierce Hustler Mix) – 7:11 4. "Diva" (DJ Jeff Barringer vs. Fingazz Mix) – 7:33 5. "Diva" (DJ Escape & Tony Coluccio Mix) – 6:45 6. "Diva" (Karmatronic Mix) – 5:08 7. "Diva" (Maurice Joshua Mojo Mix) – 6:53 8. "Diva" (Redtop Edit) – 3:31 9. "Diva" (Original Radio Edit) – 3:20 |

## Top ljestvice
| Top liste (2009.)                | Najviša pozicija |
| -------------------------------- | ---------------- |
| Australija                       | 40               |
| Brazil (Billboard Hot 100)       | 9                |
| Brazil (Billboard Hot Pop Songs) | 7                |
| Irska                            | 50               |
| Nizozemska                       | 73               |
| Novi Zeland                      | 26               |
| SAD (Billboard Hot 100)          | 19               |
| SAD (Hot Dance Club Play)        | 1                |
| SAD (Hot R&B/Hip-Hop Songs)      | 3                |
| Ujedinjeno Kraljevstvo           | 72               |